# 宮城紘大
宮城 紘大（みやぎ こうだい、1994年7月27日 - ）は、日本の俳優、ドラマー、クリエイター。広島県呉市出身。

## 来歴
- 2022年11月30日 をもって、タイムリーオフィスを退所し、役者業からの引退を発表した[3]。
- 2023年6月24日にナムクリエイション所属  バンド「Am Amp」のドラマー兼クリエイターとして芸能活動を再開した[4]。
- 2023年12月15日、2024年5月に上演予定の舞台『Identity V STAGE Episode 4』に出演し俳優業へ復帰することを自身のSNS上で発表した[5][6]。

## 人物
- 愛称は「みやこ」[2]。「こーだい」
- 男性アイドルグループ「ニセモノ☆現実主義」の元メンバー。
- 趣味はドラム、カフェ巡り、買い物。特技はドラム[2]。
- ラーメンが好物[2]。野菜が嫌い。
- 将来の夢はラーメン屋を開業すること。

## 出演作品

### 舞台
- 東京俳優市場 2014 冬（2014年11月21日 - 24日、築地本願寺 ブディストホール） - 2話 Bキャスト
- RO-DOKU 音戯草子（2015年6月26日、ニッポン放送イマジンスタジオ）[7]
- 高橋いさお演出 交換王子 - 生徒 役
- ミュージカル『テニスの王子様』3rdシーズン（2015年9月 - 2021年5月） - 聖ルドルフ学院 観月はじめ 役[8]
  - 青学vs聖ルドルフ（2015年9月5日 - 11月3日、TOKYO DOME CITY HALL 他）[9]
  - 青学vs山吹（2015年12月24日 - 2016年2月21日、TOKYO DOME CITY HALL 他）[10]
  - TEAM Live St.RUDOLPH（2016年3月17日・19日・29日・31日・4月2日、AiiA 2.5 Theater Tokyo 他）[11]
  - Dream Live 2016（2016年5月13日 - 15日・20日 - 22日、パシフィコ横浜 国立大ホール 他）[12]
  - Dream Live 2018（2018年5月5日 - 20日、横浜アリーナ 他）[13]
  - 秋の大運動会 2019（2019年10月8日 - 9日、横浜アリーナ）[14]
  - Thank-you Festival 2020（2020年2月29日、カルッツかわさき ホール）[15][16]
- ペルソナ4 ジ・アルティマックス ウルトラスープレックスホールド（2016年7月6日 - 10日、シアターGロッソ） - 花村陽介 役[17]
- 名探偵コナン×ライブミステリー 洋上の迷宮（2016年8月10日 - 9月25日、紀伊國屋サザンシアター 他） - 真部聖夜 役[18][19]
- Bank Bang Lesson!!（2016年9月2日、六行会ホール） - 日替わりゲスト[20]
- SOLID STARプロデュースvol.8「主人がオオアリクイに殺されて1年が過ぎました」（2016年10月5日 - 10日、俳優座劇場）[21]
- スマイルマーメイド（2016年12月1日 - 12日、シアター1010 他）  - ルカ 役[22][23]
- 私のホストちゃん REBORN（2017年1月11日 - 2月2日、サンシャイン劇場 他） - 唯我 役[24][25]
- SOLID STARプロデュースvol.9「ミニチュア!!フリーペーパーのナイス街」（2017年3月8日 - 12日、俳優座劇場） - 船橋潤 役[26]
- 薄桜鬼SSL 〜sweet school life〜 THE STEAGE ROUTE 斎藤一（2017年4月21日 - 30日、シアターサンモール） - 主演 斎藤 一 役[27]
- バグバスターズ（再演）（2017年5月24日 - 6月4日、俳優座劇場） - 前半Aキャスト（5月24日 - 28日） 大澤大悟 役[28]
- BRAVE10（2017年6月28日 - 7月2日、全労済ホール / スペース・ゼロ） - 海野六郎 役[29]
  - BRAVE10 燭～ともしび～（2018年7月26日 - 29日、なかのZERO 大ホール） - 海野六郎・七隈 役[30][31]
  - BRAVE10～昇焉～（2020年9月19日 - 27日、ジャパンパビリオン ホールA） - 海野六郎 役[32]
- 舞台『メサイア』シリーズ - スーク 役[33]
  - -悠久乃刻-（2017年8月31日 - 9月24日、天王洲 銀河劇場 他）[33]
  - TWILIGHT トワイライト -黄昏の荒野-（2019年2月7日 - 17日、サンシャイン劇場 / 3月1日 - 2日、大阪メルパルクホール）主演[34]
- 炎の蜃気楼-昭和編- 紅蓮坂ブルース（2017年10月12日 - 17日、シアター1010） - 高屋敷鉄二 役[35][36]
- イケメン革命◆アリスと恋の魔法 Epsiode 黒のエース フェンリル＝ゴッドスピード（2018年1月10日 - 14日、博品館劇場） - 主演 フェンリル＝ゴッドスピード 役[37]
- アイ★チュウ ザ・ステージ - 枢木睦月 役[38]
  - Stairway to Etoile 2018（2018年2月23日 - 3月1日、サンシャイン劇場）[39]
  - Live!! les quatre saisons（2018年7月16日、東京国際フォーラム）[40]
  - Rose Écarlate（2019年4月29日、シアター1010）ゲスト出演[41][42]
  - Live!!! アイ★チュウ ザ・ステージ Planète et Fleurs（2019年7月27日、調布市グリーンホール）[43]
  - Rose Écarlate Duex（2019年10月12日、シアター1010）ゲスト出演 ※台風19号の影響により公演中止[44]
  - アイ★チュウ ファイナルシーズンVol.2〜Persona / Bal masque〜（2025年8月20日 - 24日〈予定〉、ところざわサクラタウン）[45]
- 御茶ノ水ロック -THE LIVE STAGE-（2018年3月30日 - 4月15日、AiiA 2.5 Theater Tokyo） - 乾慎吾 役[46]
- 『DIVE!!』The STAGE!!（2018年9月20日 - 10月7日、シアター1010 他） - 平山二郎 役[47]
- ミラクル☆ステージ『サンリオ男子』（2018年11月29日 - 12月9日、天王洲 銀河劇場）- 藤田潤 役[48]
- 銀岩塩『神ノ牙-JINGA-転生』～消えるのは俺じゃない、世界だ。～（2019年1月5日 - 14日、天王洲 銀河劇場） - ウシオ 役[49]
- Collar×Malice -岡崎契編-（2019年5月2日 ｰ 12日、シアターサンモール / 5月17日 - 19日、松下IMPホール） - 冴木弓弦 役[50]
- 「BOYS★TALK」 第4弾（2019年6月8日、全労済ホール / スペース・ゼロ） - 日替わりBOYS[51]
- 舞台『ヨルハ』 - 主演 二号 役[52][53]
  - 舞台『ヨルハ ver1.3a』（2019年7月4日 - 7日、サンシャイン劇場 / 7月11日 - 14日、サンケイホールブリーゼ）[54]
  - 舞台『ヨルハ ver1.3aa』（2020年3月12日-15日、渋谷区文化総合センター大和田 さくらホール）※新型コロナウイルス感染症の影響で中止[53]
- 演劇ユニット【爆走おとな小学生】第九回課外授業『ミーンナジブンガカワユス』（2019年7月28日、劇場MOMO）- 日替わりゲスト出演[55][56]
- 首都争奪バトル舞台（ステージ）『四十七大戦』－開戦!鳥取編－（2019年10月24日 - 27日、新宿FACE / 11月1日 - 2日、鳥取県立生涯学習センター県民ふれあい会館） - 広島さん 役[57]
- 極上文學 第14弾『桜の森の満開の下』～孤独～（2019年12月7日 - 15日、新宿FACE）- 鼓毒丸 役[58]
- 舞台『イケメン源氏伝 あやかし恋えにし 〜義経ノ章〜』（2020年2月14日 - 20日、三越劇場）- 梶原景時 役[59]
- 舞台『ヒプノシスマイク -Division Rap Battle-』Rule the Stage - 観音坂独歩 役
  - -track.2-（2020年5月15日 - 30日 中止→2020年8月12日 - 19日、品川プリンスホテル ステラボール）[60][61]
  - -track.4-（2021年2月5日 - 19日、TOKYO DOME CITY HALL / 2月25日 - 28日、メルパルクホール大阪 / 3月5日 - 7日、福岡サンパレスホテル＆ホール）[62]
  - -track.2 replay-（2021年3月11日 - 21日、品川プリンスホテル ステラボール）[63]
  - -Battle of Pride-（2021年8月14日 - 15日、丸善インテックアリーナ大阪（大阪市中央体育館）/ 8月24日 - 25日、ぴあアリーナMM）[64][65]
  - Rep LIVE side M.T.C（2022年7月3日、KT Zepp Yokohama）日替わりゲスト出演[66]
- 舞台『機動戦士ガンダム00 -破壊による覚醒-Re:(in)novation』（2020年7月17日-26日→2022年2月4日 - 14日[67][68]、新国立劇場中劇場）- パトリック・コーラサワー役[69] ※公演延期によりキャスト変更 / 降板
- 劇団シャイニング from うたの☆プリンスさまっ♪ 『BLOODY SHADOWS』（2020年11月5日 - 8日、シアター1010 / 11月19日 - 23日、COOL JAPAN PARK OSAKA WWホール） - テオドール 役[70]
- 舞台『苦闘のラブリーロバー』（2020年12月9日 - 13日、 赤坂RED/THEATER） - 谷ヤン 役[71]
- 文学戯劇－宮沢賢治－『星紡ギの夜』（2021年4月22日 - 25日、IMAホール）- 一郎（どんぐりと山猫）、男2（注文の多い料理店）[72][73]
- A New Musical『ゆびさきと恋々』（2021年6月3日 - 13日、本多劇場）- 心 役[74] ※体調不良のため降板
- Sanrio Kawaii ミュージカル『From Hello Kitty』（2021年8月28日 - 9月25日、 IHIステージアラウンド東京） -   青年 / いちごの王さま 役 [75]
- キューピット・パラサイト The Stage（2021年11月10日 - 11月14日、全電通労働会館 多目的ホール） - アラン・メルヴィル 役[76]
- 舞台版 『マーダー☆ミステリー 〜探偵・斑目瑞男の事件簿〜』（2021年12月3日、浅草花劇場）[77]
- 劇団アレン座プロデュース公演 舞台『いい人間の教科書。』（2021年12月22日 - 26日、新宿FACE）[78]
- あんさんぶるスターズ!THE STAGE - 巴日和 役[79]
  - -Track to Miracle-（2022年2月19日 - 27日、日本青年館ホール / 3月4日 - 13日、AiiA 2.5 Theater Kobe）[79]
  - -Witness of Miracle- (2022年10月7日 - 16日、品川プリンスホテルステラボール / 10月21日 - 30日、京都劇場 / 11月3日 - 4日、COOL JAPAN PARK OSAKA WWホール)[80]
- 演戯『ヴィジュアルプリズン』ー月世饗宴ー（2022年4月8日 - 17日、天王洲 銀河劇場）- ミスト・フレーヴ 役[81]
- Identity V STAGE Episode4『Phantom of The Monochrome』（2024年5月30日 - 6月2日、IMM THEATER / 6月6日 - 6月9日、ヒューリックホール東京） - エドガー・ワルデン 役[82]
- 人狼系推理バトル【レジスタンスイレブン〜潜春と謀略の交差点〜】（2025年2月28日 - 3月2日、CBGKシブゲキ!!）[83]
- 舞台『十二人の怒れる男たち』（2025年3月26日 - 30日、サンシャイン劇場）[84]

### 映画
- オシャレ番外地 - 従業員 役
- 阿修羅少女〜BLOOD-C異聞〜（2017年） - 沖田 役
- メサイア幻夜乃刻（2018年） - スーク 役

### テレビ
- Doctor-X 外科医・大門未知子
- 一夜づけ（2015年9月28日・29日、テレビ東京） - ゲスト出演
- 御茶ノ水ロック（2018年）- 乾慎吾 役[85]
- 2.5次元ナビ!（2019年4月 - 現在、日テレプラス）[86]
- 東京03 in UNDERDOGS -今日は負けたけど、明日は絶対勝つ- 「ゾンビに恋は難しい」（2020年6月3日、BSフジ）[87]
- Sanrio Kawaii ミュージカル『フロムハローキティ』開幕直前SP（2021年8月8日、TBS）[88]
- オダイバ!!超次元音楽祭～Z世代のスター大集合SP～（2021年8月15日、フジテレビ） - 観音坂独歩 役[89]

### イベント
- Freedom Event Vol.1（2016年6月12日）
- ちょこっと早い宮城紘大バースデーイベント in サンリオピューロランド（2016年7月16日）
- Freedom Event Vol.2（2016年10月15日）
- 宮城紘大『23rd Birthday Event』（2017年7月15日）
- 宮城紘大×MATERIAL CROWNコラボアクセサリー購入特典イベント（2017年10月28日）
- 「メサイア ーTALK MISSION’17ー」（2017年12月15日）
- 『イケメン革命』池袋パルコショップ イベント（2017年12月17日）[90]
- フルスイングBOYS生放送（2018年1月2日）
- キャストサイズスペシャルトークライブ（2018年4月30日）
- 宮城紘大 24th Birthday Event（2018年8月25日）[91]
- メサイア ーTALK MISSION’18ー（2018年9月1日）[92]
- MAD×SMILE☺︎ 主催イベント（2018年9月15日）[93]
- 『Kiss FM KOBE「染谷俊之の下町気分」公開収録イベント』ゲスト出演（2018年10月21日）[94]
- 宮城紘大初バスツアー　こーだいと日帰り遠足　ほうとう!からのるねっさーんす!（2019年3月30日）[95]
- ミラクル☆ステージ『サンリオ男子』FUN♡FAN♡MEETING vol.1（2019年4月30日）[96]
- 宮城紘大「4半世紀突破感謝祭」〜あ、バースデーイベントです〜（2019年7月20日）
- キャストサイズ　スペシャルトークライブ（2019年9月15日）[97]
- 第21回大山まきば祭×四十七大戦コラボステージ（2019年9月29日）[98]
- こばなか祭 Special 東京公演（2019年11月4日）
- 公演記念イベント 極上文學 第14弾『桜の森の満開の下～孤独～』五分咲き!（2019年11月7日）[99]
- 舞台『BRAVE10～燭～』スペシャルイベント（2020年2月11日）[100]
- 第3回「花の〇年組」（2020年4月26日）※新型コロナウイルス感染症の影響で配信に変更／延期
- ヒプノシスマイク -Division Rap Battle- Hypnosis Flava@Mixalive TOKYO＜VISUAL COMMENTARY＞（2021年7月3日）[101]
- 鮎川太陽 芸能活動20周年記念イベント＜ゲスト出演＞（2021年10月10日）[102]
- 宮城紘大 ハロウィンイベント「オンラインお話し会」（2021年10月16日）[103]
- 結城伽寿也 28thバースデーイベント＜ゲスト出演＞（2021年12月12日）[104]
- 鮎川太陽 31st BirthdayEvent〜チョップドチョコレートがすき〜＜ゲスト出演＞（2022年1月16日）[105]
- KODAI MIYAGI Last 20's -restart- （2023年8月5-6日）[106]
- 宮城紘大 2023 Xmas Event 〜メリクリ宮〜（2023年12月17日）

### Web配信
- フルスイング BOYS[107]（不定期）
- Live Me 配信「にょーん!宮城紘大のやればできるもん!」（2018年7月30日 - 2019年5月27日）
- LINE LIVE「宮城紘大の今夜もどーだい?」（2019年7月16日 - ）[108]
- 僕らが世界を終わらせる…たぶん - 気仙沼 役[109]
- 舞台『ヨルハ ver1.3aa』（2020年3月29日、ニコニコ生放送） - 主演 二号 役[110]
- 第3回「花の〇年組」（2020年4月26日）
- .KoM（部）チャンネル（2020年6月6日 - ）[111]
- 第5回「花の〇年組」（2020年9月6日）
- 「宮城紘大 2021カレンダー」発売記念インターネットサイン会（2020年12月20日）[112]
- 『2.5次元ナビ!』緊急生配信（2021年3月15日）[113]
- オリジナル楽曲CD付きフォトブック「ボクラノオト 宮城紘大」発売記念オンラインイベント（2021年7月11日）[114]

### 書籍
- CD付きフォトブック『ボクラノオト　宮城紘大』（2021年7月25日）[115]

### モデル・アパレル
- XXXYTOKYOオフィシャルWEB[116]
- 戦う役者100人展（2020年12月22日 - 12月27日、渋谷ギャラリールデコ）[117]
- kitson me[118][119]